# Wolf Beringer
Wolf Beringer, auch Wolfgang Beringer (* vor 1580; † nach 1607) war ein deutscher Bildhauer und Baumeister.
Dieser in Franken tätige Steinmetz ist ab etwa 1580 in Bamberg nachweisbar, war ab 1588 im Hochstift Würzburg für städtische und kirchliche Einrichtungen tätig, dort u. a. bei der Erhöhung des Grafeneckerturms des Würzburger Rathauses um zwei Stockwerke und der Anbringung von Volutengiebeln 1593/94; 1600 ist er mit der Erneuerung der mittelalterlichen Festung Marienberg befasst. Des Weiteren findet man ihn 1590 bei  Neubau der Kirche in Laub. 1593 zum Turmbau der Kirche St. Johannis in Hofheim; 1595 in Weikersheim zum Ausbau des Schlosses, 1596 errichtete er ein schlichtes Spitalgebäude in Haßfurt. Zwischen 1592 und 1607 erneuerte er das Konventsgebäude von Kloster Himmelspforten bei Würzburg.
1594–1594 war Beringer im weikersheimischen Diensten und entwarf den 1596–1603 ausgeführten Umbau der Wasserburg in Weikersheim zum Renaissanceschloss.